# Stephan Arnótfalvy von Arnótfalva
Stephan Arnótfalvy von Arnótfalva, avstrijski general, * 7. avgust 1850, † ?.

## Življenjepis
Upokojen je bil 1. oktobra 1910.

## Pregled vojaške kariere
Napredovanja
- generalmajor: 1. november 1905 (z dnem 21. novembrom 1905)